# 瓦利斯岛
瓦利斯岛（法語：Wallis）是法国海外领地瓦利斯和富图纳所属群島，位於薩摩亞西南面的太平洋海域，由超過10座島嶼組成，本岛面积77.5平方公里，總土地面積96平方公里，主要經濟活動是旅遊業，2025年总人口為11,205人。

## 地理
瓦利斯岛海岸线总长约50公里，最高点是Lulu Fakahega山（海拔151公尺）。岛上湖泊众多。

## 人口
该群岛人口占瓦利斯和富图纳总人口的67%，通行瓦利斯语。 
1. ↑  . Worldometer.   [2025-04-30] （英语）.
2. ↑  . peakbagger.com.   [2025-04-30].